# Ennatosaurus
Ennatosaurus — вимерлий рід казеїдових синапсидів, які жили в середній пермі (пізній роудій — ранній ворд) на півночі європейської Росії. Рід представлений лише типовим видом Ennatosaurus tecton, який був названий у 1956 році Іваном Антоновичем Єфремовим. Вид відомий щонайменше з шести черепів, пов’язаних з нижньою щелепою (два з них збереглися з під'язиковим апаратом), а також із посткраніальних кісток кількох молодих особин. Ennatosaurus має типовий казеїдний череп з короткою нахиленою вперед мордою та дуже великими зовнішніми носами. Однак він відрізняється від інших похідних казеїдів своїм посткраніальним скелетом з меншими пропорціями порівняно з розміром черепа. Як і в інших розвинених казеїдів, зуби еннатозавра добре підходили для зрізання рослинності. Наявність сильно розвиненого під'язикового апарату вказує на наявність масивного і рухливого язика, який під час ковтання повинен працювати разом з піднебінними зубами. Енатозавр пізньо-родійського — раннього вордського віку є одним із останніх відомих казеїдів (разом з Lalieudorhynchus із півдня Франції).